# Église Saint-Antoine-de-Padoue de New Bedford
L'église Saint-Antoine-de-Padoue (St. Anthony of Padua Church) est une église catholique de New Bedford, dans le Massachusetts (États-Unis). Elle appartient au diocèse de Fall River.

## Historique
La paroisse est fondée en 1895 pour subvenir aux besoins spirituels de la communauté francophone émigrée du Canada et installée au nord-est de la commune. Elle est placée sous la houlette de son premier curé, le père Hormisdas Deslauriers (1861-1916), prêtre énergique qui aura une grande influence sur le développement futur de sa communauté. La première messe est célébrée dans une salle louée, le 6 octobre 1895 et une petite église de bois commence à être construite. Elle est consacrée le 8 mars 1896.
L'église actuelle d'architecture néoromane est bâtie à partir de 1902, d'après les plans de l'architecte montréalais Joseph Venne. Un ouvrier meurt pendant les travaux en 1904 et un nouvel architecte canadien, Louis Destremps, est appelé pour superviser les travaux, qui se terminent pour l'extérieur en décembre 1905 et pour en partie l'intérieur en 1908, quand es premières messes sont célébrées. La décoration intérieure ne s'achève qu'en 1912. Un grand orgue de la firme Casavant Frères est inauguré, et l'église est consacrée de façon solennelle le 28 novembre 1912.
La flèche de l'église est la plus haute de Nouvelle-Angleterre et mesure 256 pieds de hauteur. L'édifice lui-même mesure 241 pieds de longueur et 80 pieds de largeur (135 pieds si l'on inclut le transept). Il peut accueillir deux mille fidèles assis et un millier d'autres debout. L'édifice se voit de loin et domine le panorama nord de New Bedford.

## John Castagnoli (1908-1912)
John Castagnoli (1863-1914) est l'auteur de la plupart des travaux intérieurs qui s'effectuent surtout entre 1908 et 1912. Né Giovanni Castagnoli en Italie, à Borgo Val di Taro, il décore nombre d'églises au Canada et en Nouvelle-Angleterre, comme la cathédrale de Berlin (New Hampshire), l'église Notre-Dame de Fall River et l'église du Saint-Sacrement de Fall River. Ses pièces maîtresses à l'église Saint-Antoine, sont sans aucun doute ses statues de trente-deux anges, dont certaines mesurent vingt pieds (6 mètres) de haut. Elles sont disposées dans toute l'église et leurs visages sont sculptés d'après ceux de paroissiens de l'époque.

## Travaux de restauration
L'église est restaurée en 1952 sous la direction de l'architecte Guido Nincheri, qui demeurait alors dans le Rhode Island. Il ajoute une nouvelle chaire, des vitraux et les fresques des quatre Évangélistes.
L'église est tombée dans un tel état de négligence dans les années 1980, et le nombre de ses fidèles est en telle diminution, que l'évêque d'alors, Mgr Cronin, envisage sa fermeture en 1991. Cependant, son curé, le père Edmond Lesveque, relève le défi, trouve des financements et revitalise la communauté les années suivantes, avec l'aide de l'intendante, Mme De Andrade.

## Orgue de Casavant

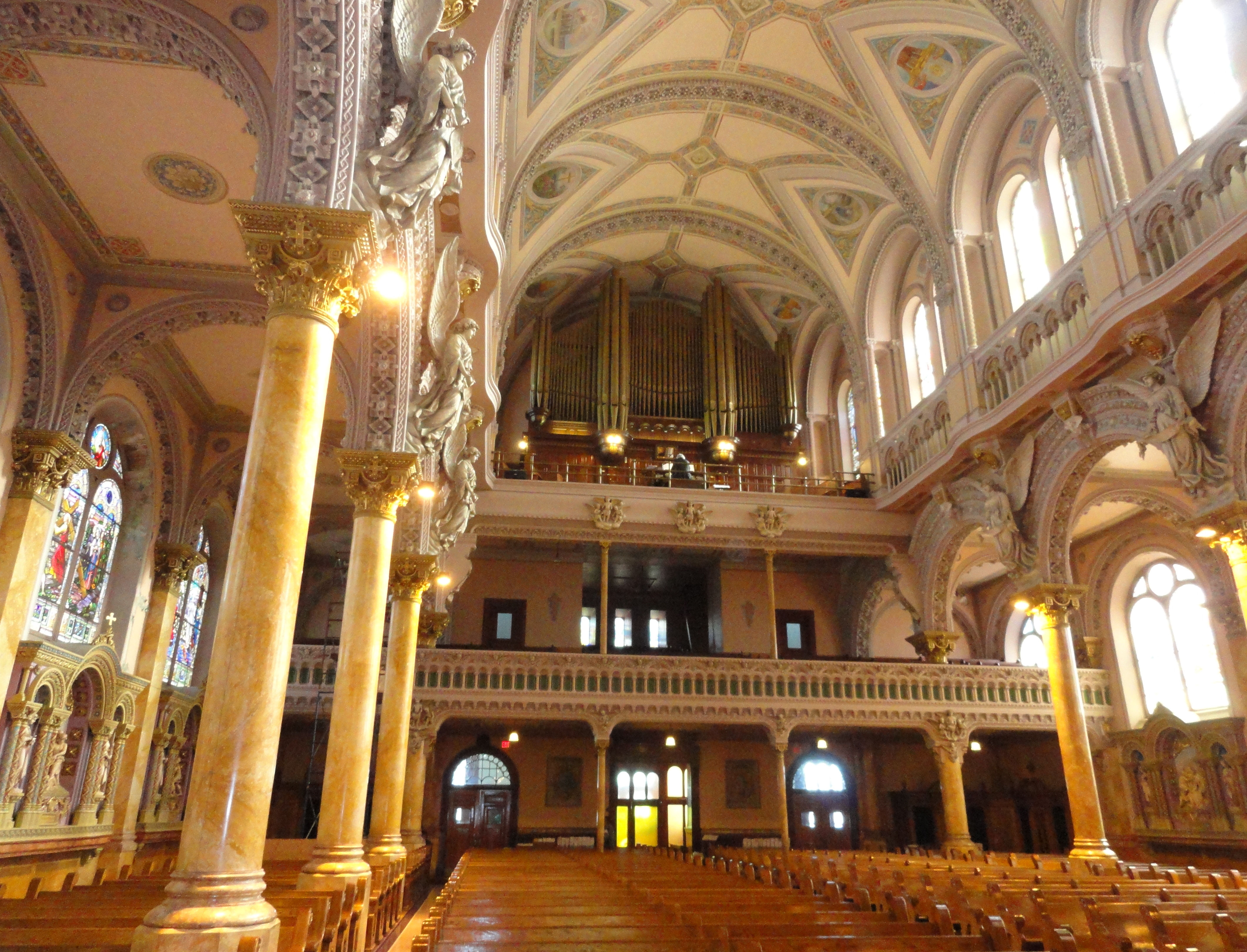
Vue du fond de l'église et des grandes orgues au-dessus de la tribune

L'orgue à quatre jeux manuels de la firme québécoise Casavant Frères (sise à Saint-Hyacinthe) est remarquable. Sa position sur la seconde tribune, à 70 pieds de hauteur, le fait bénéficier d'une acoustique exceptionnelle. L'organiste Gaston Dethier donne un récital d'inauguration, le 12 septembre 1912.
Il a été en partie restauré en 2005 par la firme Daniel Lemieux et associés. Des récitals d'orgue sont donnés régulièrement à l'église, ainsi que des enregistrements.

## Source
- (en) Cet article est partiellement ou en totalité issu de l’article de Wikipédia en anglais intitulé « St. Anthony of Padua Church (New Bedford, Massachusetts) » (voir la liste des auteurs).